# Folsom State Prison

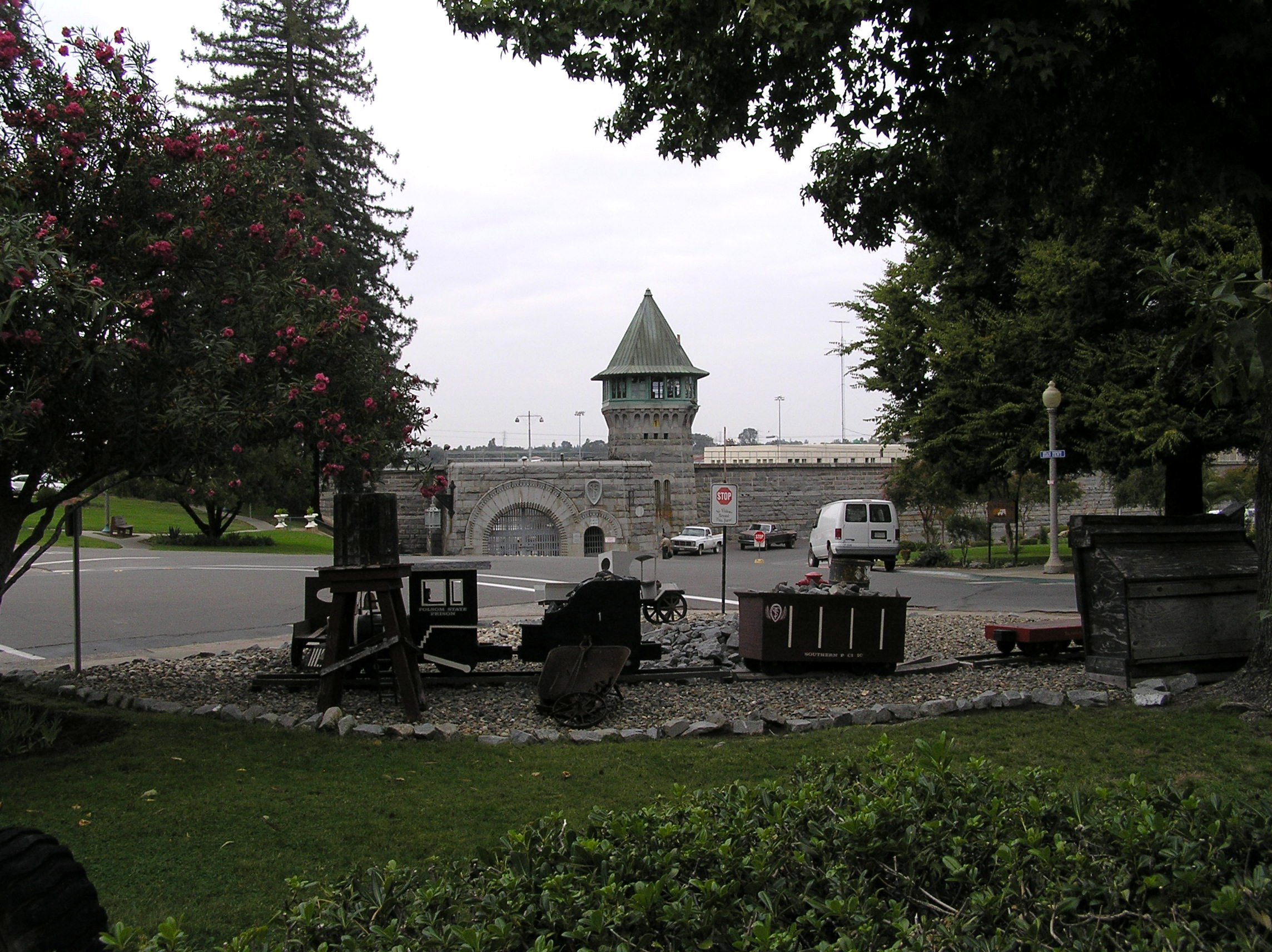
Folsom State Prison

Folsom State Prison (FSP), är det fängelse i Folsom, Kalifornien i USA öppnat 1880 där Johnny Cash spelade in skivan At Folsom Prison tillsammans med sin blivande fru June Carter den 13 januari 1968. Han har även skrivit en sång om fängelset, "Folsom Prison Blues".
FSP har en kapacitet på att förvara 2 065 intagna men för den 23 november 2022 var det överbeläggning och den förvarade 2 500 intagna.
Fängelset nämns även i låten "Walla Walla", av The Offspring, som finns med på deras album Americana.
FSP ligger granne med ett annat fängelse i California State Prison, Sacramento, som faktiskt var en del av FSP mellan 1986 och 1992 med namnet New Folsom Prison.

## Folsom Women's Facility
I januari 2013 invigdes det ett kvinnofängelse, med säkerhetsnivån "låg", på ägorna för FSP. Den fick namnet Folsom Women's Facility (FWF). FWF har en kapacitet på att förvara 403 intagna och för den 23 november 2022 förvarade den 215 intagna.